# Graauw en Langendam

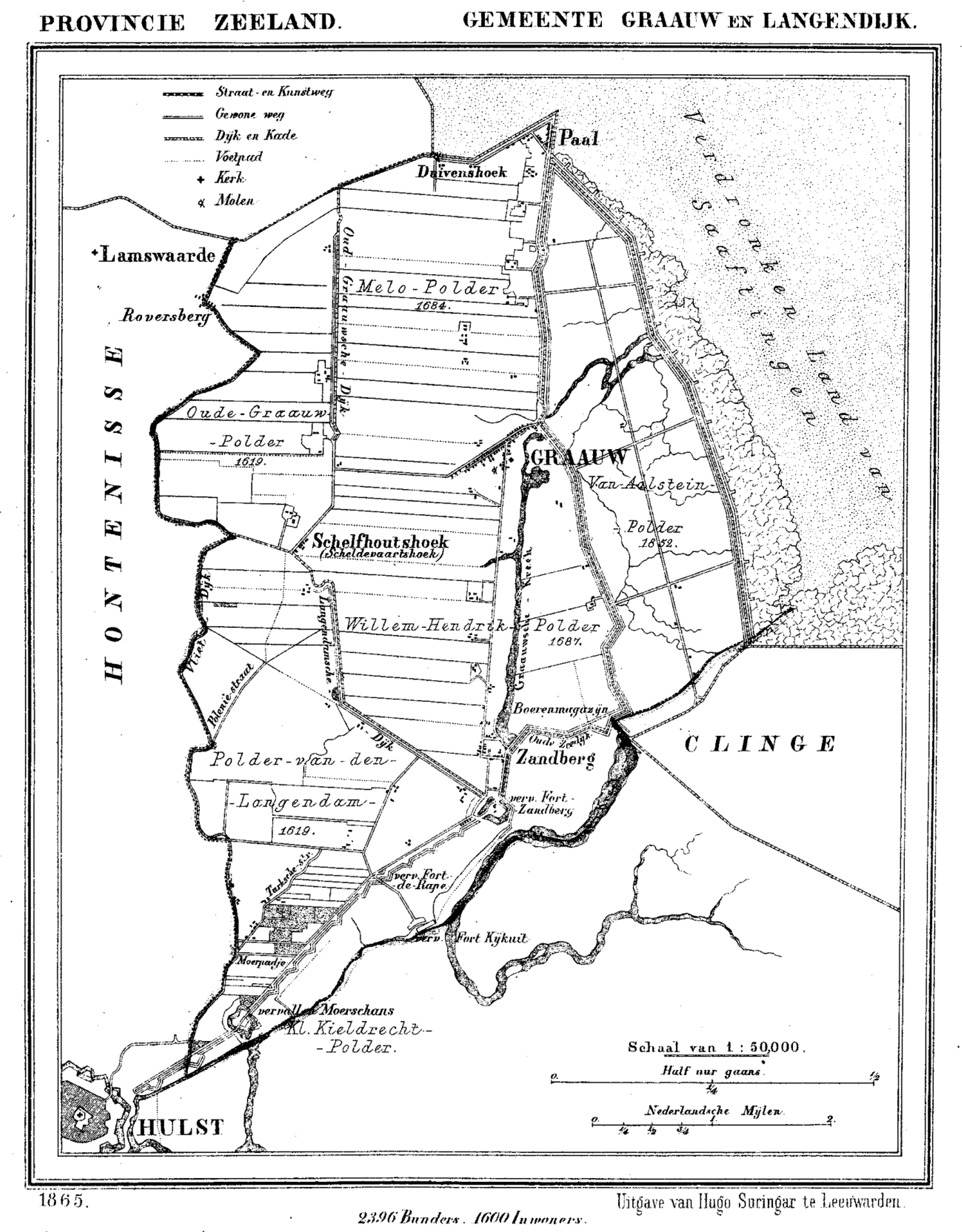
Carte de Graauw en Langendam en 1865

Graauw en Langendam est une ancienne commune néerlandaise de la province de la Zélande.
La commune était constituée du village de Graauw, des hameaux de Paal et Zandberg, ainsi que du polder de Langendam.
Le 1er avril 1970, la commune Graauw en Langendam est supprimée et rattachée à Hulst.